# Pierre Couchée (Saint-Benoist-sur-Mer)
Pour les articles homonymes, voir Pierre Couchée.
La Pierre Couchée, appelée aussi Palet de Gargantua, est un menhir situé à Saint-Benoist-sur-Mer, dans le département français de la Vendée.

## Description
Le menhir, désormais renversé, est un énorme bloc de granite de 5,20 m de long, 1,80 m de large et 0,75 m d'épaisseur. Son poids est estimé à 30 t. Le sous-sol local étant constitué de calcaire, il a du être transporté sur plusieurs kilomètres depuis le plus proche gisement situé au nord du site qui correspond à un plateau dominant le Marais poitevin.

## Folklore
Selon la tradition, le menhir est un palet du géant Gargantua. Le mégalithe faisait l'objet d'un pèlerinage destiné à se préserver du Cheval Mallet, pour s'en protéger, les pèlerins déposaient sur la pierre un bouquet de trèfle.